# Plesnoy
Plesnoy település Franciaországban, Haute-Marne megyében. Lakosainak száma 109 fő (2022. január 1.). Plesnoy Andilly-en-Bassigny, Celsoy, Haute-Amance, Marcilly-en-Bassigny, Orbigny-au-Mont és Poiseul községekkel határos.

## Népesség
A település népességének változása:
| Lakosok száma | 172  | 112  | 104  | 107  | 109  | 114  | 114  | 115  | 113  | 109  |
|               | 1968 | 1990 | 2006 | 2011 | 2015 | 2016 | 2018 | 2019 | 2021 | 2022 |